# Congondim Uatara
Congondim Uatara (em francês: Kongondin Ouattara; em diúla: Kongondin Wattara) foi um nobre africano mandinga do século XIX, fagama de Bobo Diulasso em ca. 1888. Não se sabe sobre seu parentesco. Deteve o título quando o francês Louis Gustave Binger visitou a cidade, mas Congondim se recusou a vê-lo, pois temia que poderia morrer caso visse um homem branco.